# 3628 Božněmcová
3628 Božněmcová eller 1979 WD är en asteroid i huvudbältet som upptäcktes den 25 november 1979 av den tjeckiske astronomen Zdeňka Vávrová vid Kleť-observatoriet. Den är uppkallad efter den tjeckiske författaren Božena Němcová.
Asteroiden har en diameter på ungefär 6 kilometer.